# Dietrich-Bonhoeffer-Kapelle (Halle)
Die Dietrich-Bonhoeffer-Kapelle steht auf dem Gelände des Krankenhauses Martha Maria Dölau im Nordwesten von Halle (Saale). Die Kapelle wurde im Jahr 2000 als moderner Rundbau errichtet. Sie befindet sich links neben dem Haupteingang des Krankenhausgebäudes und ist mit ihm über einen gläsernen Gang verbunden. 
Ein an der Ostseite angefügter halbkreisförmiger und mit lichtdurchlässigen Metallplatten verkleideter Raum ist durch Schiebetüren mit der Kapelle verbunden, so dass die Räume auch als Tagungszentrum dienen können. 
Die Altarwand an der Westseite entwarf der Maler und ehemalige Professor und Rektor der Burg Giebichenstein Kunsthochschule Halle Ludwig Ehrler (1939–2014). Ausgeführt wurde sie von den Designern Olaf Riedel und Ulrich Hörandel. Ähnlich einem Puzzle fügen sich 1.260 kleine Kreuze aus unterschiedlichen Materialien und Farben zu mehreren großen Kreuzen zusammen. Altartisch, Ambo und Leuchterständer sind in ähnlicher Weise gestaltet.
In der Kapelle werden evangelische und katholische Gottesdienste abgehalten.